# Temporada 1984-85 de los Chicago Bulls
La temporada 1984-85 fue la decimonovena de los Chicago Bulls en la NBA. La temporada regular acabaron con 38 victorias y 44 derrotas, ocupando la séptima posición de la Conferencia Este, clasificándose para los playoffs, en los que cayeron en primera ronda ante Milwaukee Bucks.

## Elecciones en elDraft
| Ronda | Puesto | Jugador        | Posición  | Nacionalidad   | Universidad    |
| ----- | ------ | -------------- | --------- | -------------- | -------------- |
| 1     | 3      | Michael Jordan | Escolta   | Estados Unidos | North Carolina |
| 2     | 37     | Ben Coleman    | Ala-Pívot | Estados Unidos | Maryland       |
| 2     | 43     | Greg Wiltjer   | Pívot     | Canadá         | Victoria       |
| 10    | 208    | Carl Lewis     |           | Estados Unidos | Houston        |

## Temporada regular
| División Central      | División Central | División Central | División Central | División Central | División Central | División Central | División Central | División Central |
| Equipo                | G                | P                | %                | PD               | Casa             | Fuera            | Div              |                  |
| --------------------- | ---------------- | ---------------- | ---------------- | ---------------- | ---------------- | ---------------- | ---------------- | ---------------- |
| y-Milwaukee Bucks     | 59               | 23               | .720             | –                | 36–5             | 23–18            | 20–10            |                  |
| x-Detroit Pistons     | 46               | 36               | .561             | 13               | 26–15            | 20–21            | 21–8             |                  |
| x-Chicago Bulls       | 38               | 44               | .463             | 21               | 26–15            | 12–29            | 13–17            |                  |
| x-Cleveland Cavaliers | 36               | 46               | .439             | 23               | 20–21            | 16–25            | 13–16            |                  |
| Atlanta Hawks         | 34               | 48               | .415             | 25               | 19–22            | 15–26            | 15–15            |                  |
| Indiana Pacers        | 22               | 60               | .268             | 37               | 16–25            | 6–35             | 7–23             |                  |

## Playoffs

### Primera ronda
Milwaukee Bucks vs. Chicago Bulls 
| Fecha       | Partido                                | Ciudad    |
| ----------- | -------------------------------------- | --------- |
| 19 de abril | Milwaukee Bucks 109, Chicago Bulls 100 | Milwaukee |
| 21 de abril | Milwaukee Bucks 122, Chicago Bulls 115 | Milwaukee |
| 24 de abril | Chicago Bulls 109, Milwaukee Bucks 107 | Chicago   |
| 27 de abril | Chicago Bulls 97, Milwaukee Bucks 105  | Atlanta   |
|             | Milwaukee Bucks gana las series 3-1    |           |

## Estadísticas
| Rk | Jugador           | Edad | P  | PT | MP   | TC   | TCI  | %TC  | T3  | T3I | %T3  | TL  | TLI | %TL  | RO  | RD  | RT  | AS  | RB  | TAP | BP  | FP  | PTS  |
| -- | ----------------- | ---- | -- | -- | ---- | ---- | ---- | ---- | --- | --- | ---- | --- | --- | ---- | --- | --- | --- | --- | --- | --- | --- | --- | ---- |
| 1  | Michael Jordan    | 21   | 82 | 82 | 38.3 | 10.2 | 19.8 | .515 | 0.1 | 0.6 | .173 | 7.7 | 9.1 | .845 | 2.0 | 4.5 | 6.5 | 5.9 | 2.4 | 0.8 | 3.5 | 3.5 | 28.2 |
| 2  | Orlando Woolridge | 25   | 77 | 76 | 36.6 | 8.8  | 15.9 | .554 | 0.0 | 0.1 | .000 | 5.3 | 6.8 | .785 | 2.1 | 3.6 | 5.6 | 1.8 | 0.8 | 0.5 | 2.3 | 2.4 | 22.9 |
| 3  | Quintin Dailey    | 24   | 79 | 0  | 26.6 | 6.6  | 14.1 | .473 | 0.1 | 0.4 | .233 | 2.6 | 3.2 | .817 | 0.7 | 1.9 | 2.6 | 2.4 | 0.9 | 0.1 | 1.9 | 2.4 | 16.0 |
| 4  | Dave Corzine      | 28   | 82 | 50 | 25.1 | 3.4  | 6.9  | .486 | 0.0 | 0.0 | .000 | 1.8 | 2.4 | .745 | 1.6 | 3.6 | 5.1 | 1.7 | 0.4 | 0.8 | 1.5 | 2.3 | 8.5  |
| 5  | Dave Greenwood    | 27   | 61 | 28 | 25.0 | 2.5  | 5.4  | .458 | 0.0 | 0.0 | .000 | 1.1 | 1.5 | .713 | 1.8 | 4.6 | 6.4 | 1.3 | 0.6 | 0.3 | 1.0 | 3.1 | 6.1  |
| 6  | Steve Johnson     | 27   | 74 | 54 | 22.4 | 3.8  | 7.0  | .545 | 0.0 | 0.0 | .000 | 2.4 | 3.4 | .718 | 2.0 | 3.9 | 5.9 | 0.9 | 0.5 | 0.8 | 2.0 | 3.6 | 10.0 |
| 7  | Caldwell Jones    | 34   | 42 | 32 | 21.1 | 1.3  | 2.7  | .461 | 0.0 | 0.0 | .000 | 0.9 | 1.1 | .766 | 1.2 | 3.9 | 5.0 | 0.8 | 0.3 | 0.7 | 1.0 | 3.0 | 3.4  |
| 8  | Ennis Whatley     | 22   | 70 | 44 | 19.8 | 2.0  | 4.5  | .447 | 0.0 | 0.1 | .111 | 1.0 | 1.2 | .791 | 0.5 | 1.0 | 1.4 | 5.4 | 0.9 | 0.1 | 2.1 | 2.0 | 5.0  |
| 9  | Wes Matthews      | 25   | 78 | 38 | 19.5 | 2.4  | 4.9  | .495 | 0.0 | 0.2 | .125 | 0.8 | 1.1 | .694 | 0.2 | 0.7 | 0.9 | 4.5 | 0.9 | 0.2 | 1.6 | 1.7 | 5.7  |
| 10 | Jawann Oldham     | 27   | 63 | 0  | 15.8 | 1.4  | 3.0  | .464 | 0.0 | 0.0 | .000 | 0.5 | 0.8 | .680 | 1.3 | 2.5 | 3.7 | 0.5 | 0.2 | 2.0 | 0.9 | 2.6 | 3.4  |
| 11 | Sidney Green      | 24   | 48 | 1  | 15.4 | 2.3  | 5.2  | .432 | 0.0 | 0.1 | .000 | 1.6 | 2.0 | .806 | 1.5 | 3.6 | 5.1 | 0.6 | 0.2 | 0.3 | 1.4 | 2.1 | 6.1  |
| 12 | Rod Higgins       | 25   | 68 | 5  | 13.9 | 1.8  | 4.0  | .441 | 0.1 | 0.5 | .270 | 0.9 | 1.3 | .667 | 0.8 | 1.4 | 2.2 | 1.1 | 0.3 | 0.2 | 0.7 | 1.3 | 4.5  |
| 13 | Charles Jones     | 27   | 3  | 0  | 9.7  | 0.7  | 1.3  | .500 | 0.0 | 0.0 |      | 1.3 | 2.0 | .667 | 0.7 | 1.3 | 2.0 | 0.3 | 0.0 | 1.7 | 1.3 | 2.0 | 2.7  |
| 14 | Chris Engler      | 25   | 3  | 0  | 1.0  | 0.3  | 0.7  | .500 | 0.0 | 0.0 |      | 0.0 | 0.0 |      | 0.3 | 0.3 | 0.7 | 0.0 | 0.0 | 0.0 | 0.3 | 0.3 | 0.7  |

## Galardones y récords
| Jugador        | Galardón                                                                                           |
| Michael Jordan | Rookie del Año de la NBA 2.º Mejor quinteto de la NBA Mejor quinteto de rookies de la NBA All-Star |